# Псковський кремль

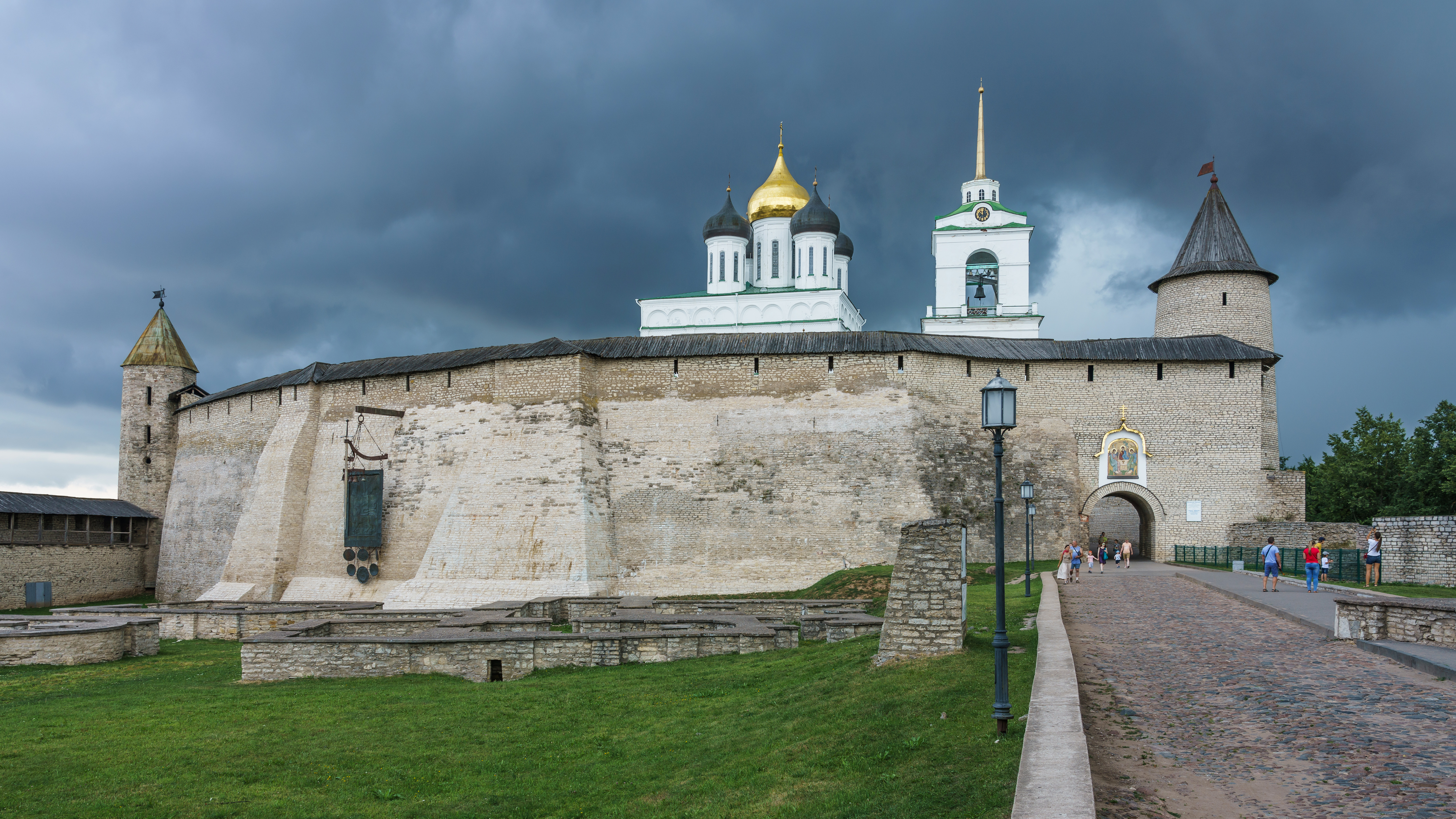
Вид на кром, Довмонтове місто, Троїцький собор

Пско́вський кремль або кром — історико-архітектурний центр Пскова, розташований на вузькому і високому мисі при впадінні річки Пскова в річку Велику. Псковський кремль займає площу 3 га.

## Історія
Ця місцевість в старовину була досить зручна для оборони: високий крутий берег з трьох сторін обгороджений водою, а з півдня до пагорба колись підступали яр і болота. Археологічні розкопки показали, що поселення тут існували вже з перших століть нашої ери. З VIII–XI століть на території майбутнього Пскова стали жити слов'яни-кривичі.
Перші укріплення Пскова були нескладними — простий дерев'яний тин на насипному земляному валу, оточував посад. Тут жив князь з дружиною. Напад в 977 полоцького князя Рогвольда змусив псковичів зайнятися фортифікаційними спорудами. У X–XIII ст. з'явилися перші кам'яні укріплення, після чого почалося будівництво нових веж Кремля, посилення кріпосних стін і їхнє нарощування у висоту.
Розбудова та зміцнення псковських стін тривали до кінця XVII ст. Загальна їхня довжина досягла 10 верст (приблизно 10,7 км) протягом яких розміщувалося 39 (за іншими джерелами — 40) веж. Сильно висунуті перед воротами стіни несли накат, на якому ставилися гармати.
Укріплення забезпечили протимінними галереями — «слухами», безліччю підземних ходів, «вилазами» і «захабами» (захаб — коридор смерті, одна з вигадок Середньовіччя: прорвався в ворота ворог потрапляв у вузький звивистий прохід, зі стін якого його старанно закидали камінням і поливали киплячою смолою).
Вся ця складна система разом із надзвичайною потужністю стін (висота в середньому 12 м, ширина — 4 м) робила Псков однією з наймогутніших середньовічних фортець в Європі.
Вежі Кремля: Власьєвська, Рибницька, Троїцька (Часова), Середня башта, Башта Кутекрома (у Куту Крома, Червона або Кутій Костер), Плоска башта і Довмонтова вежа.
Територія Кремля, яка примикає до стіни «Персі» або «Перша» (найпотужнішої південній стіні Псковської фортеці), називається Довмонтовим містом. Це місце назване так на ім'я литовського князя Довмонта, який внаслідок князівських міжусобиць змушений був тікати з Литви до прикордонного Пскову. У Пскові тоді не було князя, і псковичі, переконавшись, що Довмонт талановитий і безстрашний полководець, запросили його на княжий стіл. Довмонт прийняв православну віру, і в хрещенні отримав ім'я Тимофій.
Тимофій-Довмонт служив псковичам 33 роки. Після смерті він був зарахований до лику святих. Святі мощі його зберігаються в раку Троїцького собору.
На території Довмонтова міста, площею в 1,5 га, стояло, як стверджують фахівці, близько 18 храмів: великих і маленьких, з прибудовами і без, з главами різної форми. Незвичайне скупчення церков на маленькому просторі Довмонтова міста, єдине у своєму роді на Русі, пояснюється особливостями міської історії.
Населення прикордонного Пскова в давнину складалося з власне городян і так званих посажан. Посажани жили за міською стіною. Будувати там церкви було марно, адже мешканцям полонища (від слова «полон»), посажанам, постійно загрожувало напад ворога. Тому вони будували свої церкви поблизу Дитинця (Крома), на території, що належала всьому Пскова і надійно захищеній.
Зараз можна побачити тільки фундаменти цих церков, вони подновлені і законсервовані від подальших руйнувань.
У 1242 на цій території псковичі зустріли князя Олександра Невського, який повернувся з перемогою з Льодового побоїща.
У пам'ять про це псковських архітектором і художником Всеволодом Смирновим була виконана художня композиція з кованої міді. Її можна побачити на стіні «Персі». Складають цю композицію прапор із зображенням герба і плану Пскова; щити з емблемами Пскова, Новгорода і Владимира — міст, які брали участь у розгромі німецьких лицарів. Меч висить вістрям вниз, на рукоятці його сидить голуб, символ миру. А зверху — відлиті псковських майстрами старовинні дзвони.
На території Довмонтова міста збереглася біла двоповерхова будівля наказових палат, побудована в 1693–1695, на місці розібраної стіни. У двох залах верхнього поверху, перекритих зімкнутими склепіннями, розміщувалися столи державних наказів. Внизу була «Колодницька», приміщення для арештантів.
Головна палата, в якій сиділи бояри, в давнину була розписана фарбами і золотом. На склепіннях і стінах були зображені сцени з Євангелія, лики святих, хмари й зірки. З високого ґанку псковські піддячі і дяки оголошували накази і розпорядження. У наказовій палатах зараз розміщується музей.

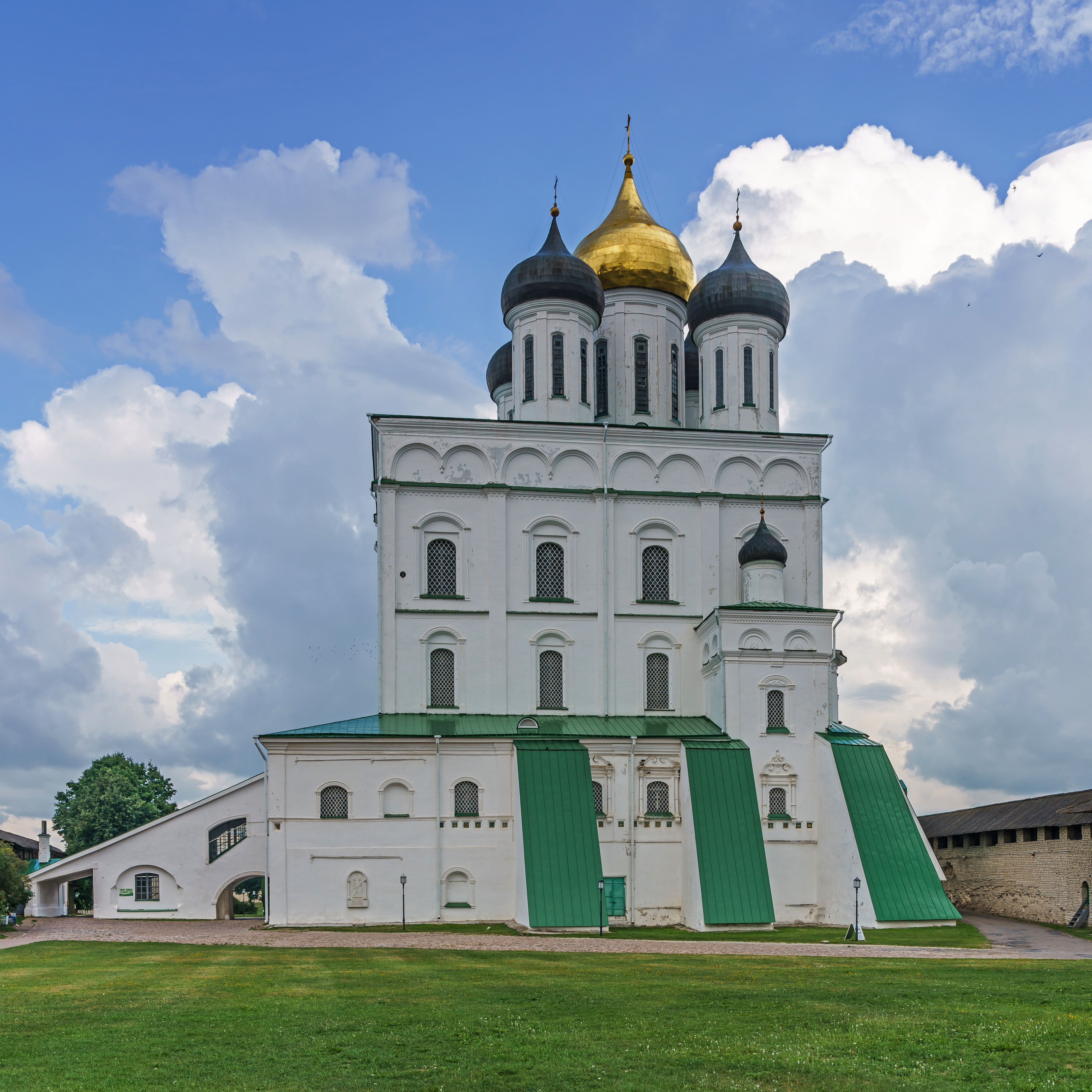
Троїцький собор

На території кремля міститься Троїцький собор — головний храм Пскова та Псковської землі.
Нині існуючий Троїцький собор четвертий за ліком. Перший храм, за переказами, був споруджений за велінням Великої Рівноапостольної княгині Ольги в середині X століття. Він простояв до 1137, коли святий князь Всеволод-Гаврило заклав на місці колишнього дерев'яного новий кам'яний собор, закінчений у 1138. Третій Троїцький собор був споруджений в 1367. Деякі вчені вважають його автором майстра Кирила, що втілив У Чернігові містобудуванні ідею церкви соборної як образу і подоби вишнього Єрусалиму, небесного дому святої Трійці.
Сучасний Троїцький собор побудований у 1699 в загальноруських московських традиціях: це багатоярусний (72 м), кафедральний, шестистовпний, п'ятиглавий храм. Незважаючи на перебудови у XVIII столітті (ґанок, контрфорси, закладка галерей) та ремонт кінця XIX століття, собор зберіг перше рішення. Бароковий іконостас храму 7-ярусний, він добре зберігся з кінця XVII ст. Серед ікон собору — «Свята Трійця», «Чирська Богоматір» і прославлена «Псково-Покровська Богоматір», нещодавно повернена на батьківщину з Німеччини. У Троїцькому соборі зберігаються мощі святих псковських: Всеволода-Гаврила, Довмонта, юродивого Миколки Салоса та інших.